# Indophénol
Ne doit pas être confondu avec bleu d'indophénol.
L'indophénol est un composé organique à structure quinonoïde, càd. apparentée aux quinones, utilisé comme intermédiaire de synthèse et comme indicateur coloré.
Il est à noter que le Colour Index référence sous le numéro C.I. 49700 et sous la dénomination « Indophenol (DH) » un composé qui n'est pas l'indophénol lui-même, mais un dérivé appelé bleu d'indophénol (CAS 132-31-0) dans lequel le groupement phényle lié à l'azote est remplacé par un dérivé de naphtalène.

## Utilisation
En synthèse organique, les colorants à structure « azine » (phénazines, phénoxazines et phénothiazines) sont préparés par cyclisation d'un intermédiaire à structure indophénol ou indamine.
En chimie analytique, l'indophénol est le produit coloré formé dans la réaction de Berthelot destinée à la détection et au dosage de l'ammoniac (et indirectement de l'urée). Un dérivé chloré de l'indophénol, le 2,6-dichloroindophénol (en) (ou 2,6-dichlorophénolindophénol, DCPIP) est un indicateur rédox utilisable pour doser l'acide ascorbique (vitamine C) ou pour réaliser l'étude biochimique de la photosynthèse.